# الفزعة
الفزعة هي ظاهرة اجتماعية وثقافية تتمثل في الاستجابة السريعة لمساعدة شخص أو مجموعة في موقف طارئ أو أزمة، مثل الحوادث، الكوارث، أو النزاعات، وتعكس قيم التضامن والتلاحم بين أفراد المجتمع.

## الوصف
- ترتبط الفزعة في التراث العربي بقيم الشجاعة وحماية الجماعة، وتُعد من العادات التي تعزز التعاون والتعاضد الاجتماعي.[3]

- على الرغم من التحولات الاجتماعية والاقتصادية في العصر الحديث، ما زالت الفزعة تلعب دورًا هامًا في المجتمعات العربية.[4]

## صور من تاريخ الفزعة
- تجمع القبائل العربية في حالات الطوارئ وهي تستجيب للتهديد أو الخطر، كحروب دفاعية أو نزاعات قبلية.[5]

- الفزعة في المناسبات الاجتماعية كالأفراح أو المواسم الزراعية حيث يتجمع الناس لدعم بعضهم البعض، مثل قطف الزيتون.

- في المجتمعات الريفية العربية حيث يجتمع سكان القرية فجأة لمساعدة أحدهم في بناء بيت، أو لمواجهة حريق، أو إنقاذ شخص في خطر.[6]